# Lucas Perri
Lucas Estella Perri (Campinas, 10 dicembre 1997) è un calciatore brasiliano, portiere del Leeds Utd.

## Carriera

### Club
È cresciuto nelle giovanili del Náutico.
Il 5 gennaio 2024 viene acquistato dai francesi dell'Olympique Lione per la cifra di 3,25 milioni di euro più la clausola del 50% su una futura cessione.
Il 26 luglio 2025 si trasferisce in Inghilterra, passando al Leeds Utd per 16 milioni + 2 milioni di bonus e il 10% sulla futura rivendita.

### Nazionale
Con la Nazionale Under-20 brasiliana ha disputato il Campionato sudamericano Under-20 2015 e il Campionato sudamericano Under-20 2017.
Il 30 agosto 2023 viene convocato per la prima volta in nazionale maggiore in sostituzione dell'infortunato Bento.

## Statistiche

### Presenze e reti nei club
Statistiche aggiornate al 3 giugno 2017.
| Stagione        | Squadra         | Campionato      | Campionato | Campionato | Coppe nazionali | Coppe nazionali | Coppe nazionali | Coppe continentali | Coppe continentali | Coppe continentali | Altre coppe | Altre coppe | Altre coppe | Totale | Totale |
| Stagione        | Squadra         | Comp            | Pres       | Reti       | Comp            | Pres            | Reti            | Comp               | Pres               | Reti               | Comp        | Pres        | Reti        | Pres   | Reti   |
| --------------- | --------------- | --------------- | ---------- | ---------- | --------------- | --------------- | --------------- | ------------------ | ------------------ | ------------------ | ----------- | ----------- | ----------- | ------ | ------ |
| 2016            | San Paolo       | A+PAU           | 0          | 0          | CB+CP           | 0+11            | 0               | CL                 | 0                  | 0                  |             | -           | -           | 11     | 1      |
| Totale carriera | Totale carriera | Totale carriera | 0          | 0          |                 | 11              | 0               |                    | 0                  | 0                  |             | -           | -           | 11     | 0      |

## Palmarès

### Competizioni statali
- Campionato paulista: 1

San Paolo: 2021